# Samir Ələkbərov
Samir Dadaş oğlu Ələkbərov (ur. 8 października 1968 w Baku) – azerski piłkarz grający na pozycji napastnika. Był reprezentantem Azerbejdżanu.

## Kariera klubowa
Swoją karierę piłkarską Ələkbərov rozpoczął w klubie Ganclik Baku. W 1985 roku awansował do kadry pierwszego zespołu i wtedy też zadebiutował w jego barwach we wtorej lidze radzieckiej. W 1986 roku przeszedł do Karabachu Stepanakert, gdzie grał przez rok. W 1987 roku trafił do Neftczi Baku, grającego w wyższej lidze radzieckiej. 2 maja 1987 zadebiutował w nim w przegranym 1:3 wyjazdowym meczu z Kajratem Ałmaty. Na koniec sezonu 1988 spadł z Neftczi do pierwej ligi. W 1992 roku zaczął z nim grać w rozgrywkach nowo powstałej azerskiej ekstraklasie. W sezonie 1992 wywalczył z Neftçi tytuł mistrza Azerbejdżanu. W sezonie 1993 z 16 golami został królem strzelców ligi. Zarówno w 1991, 1992, jak i 1993 roku, został wybrany Piłkarzem Roku w Azerbejdżanie.
Latem 1994 Ələkbərov przeszedł do izraelskiego Maccabi Petach Tikwa, a już na początku 1995 wrócił do Azerbejdżanu i do końca sezonu 1994/1995 występował w Kür-Nur Mingeczaur.
W 1995 roku Ələkbərov wrócił do Neftçi. W sezonie 1995/1996 wywalczył z nim dublet – mistrzostwo i Puchar Azerbejdżanu, a w sezonie 1996/1997 został mistrzem tego kraju. W sezonie 1998/1999 zdobył z nim kolejny puchar kraju. W latach 1999–2001 grał w Xəzərze Universiteti, w którym zakończył karierę.
| Sezon   | Klub                 | Kraj        | Rozgrywki      | Mecze | Gole |
| ------- | -------------------- | ----------- | -------------- | ----- | ---- |
| 1985    | Ganclik Baku         | ZSRR        | Wtoraja liga   | 1     | 0    |
| 1986    | Karabach Stepanakert | ZSRR        | Wtoraja liga   | 28    | 13   |
| 1987    | Neftczi Baku         | ZSRR        | Wyższa liga    | 2     | 0    |
| 1988    | Neftczi Baku         | ZSRR        | Wyższa liga    | 8     | 0    |
| 1989    | Neftczi Baku         | ZSRR        | Pierwaja liga  | 41    | 12   |
| 1990    | Neftczi Baku         | ZSRR        | Pierwaja liga  | 31    | 4    |
| 1991    | Neftczi Baku         | ZSRR        | Pierwaja liga  | 36    | 11   |
| 1992    | Neftçi PFK           | Azerbejdżan | Premyer Liqası | 34    | 36   |
| 1993    | Neftçi PFK           | Azerbejdżan | Premyer Liqası | 17    | 16   |
| 1993/94 | Neftçi PFK           | Azerbejdżan | Premyer Liqası | 9     | 6    |
| 1994/95 | Maccabi Petach Tikwa | Izrael      | Ligat ha’Al    | 17    | 1    |
| 1994/95 | Kür-Nur Mingeczaur   | Azerbejdżan | Premyer Liqası | 9     | 6    |
| 1995/96 | Neftçi PFK           | Azerbejdżan | Premyer Liqası | 12    | 1    |
| 1995/96 | Neftçi PFK           | Azerbejdżan | Premyer Liqası | 26    | 10   |
| 1996/97 | Neftçi PFK           | Azerbejdżan | Premyer Liqası | 26    | 25   |
| 1997/98 | Neftçi PFK           | Azerbejdżan | Premyer Liqası | 0     | 0    |
| 1998/99 | Neftçi PFK           | Azerbejdżan | Premyer Liqası | 8     | 0    |
| 1999/00 | Xəzər Universiteti   | Azerbejdżan | Premyer Liqası | 18    | 7    |
| 2000/01 | Xəzər Universiteti   | Azerbejdżan | Premyer Liqası | 10    | 3    |

## Kariera reprezentacyjna
W reprezentacji Azerbejdżanu Ələkbərov zadebiutował 17 września 1992 w przegranym 3:6 towarzyskim meczu z Gruzją, rozegranym w Gurdżaani, będącym jednocześnie pierwszym w historii oficjalnym meczu reprezentacji Azerbejdżanu. Grał w eliminacjach do Euro 96 i do MŚ 1998. Od 1992 do 1996 rozegrał w kadrze narodowej 16 meczów i strzelił 2 gole.